# Maskat
Maskat fou un antic principat del Caucas que existia almenys fins al temps del rei sassànida Còsroes I (Khusraw Anushirwan) a la meitat del segle vi. Estava a la zona costanera al sud de Derbent a la desembocadura del Samur (al sud del riu) i segurament a l'est del Khursan (de situació incerta).
Segons el document d'al-Baladhuri sobre Còsroes I en què conferia (560) poder als prínceps del Caucas, el príncep de Maskat va rebre honors però el principat havia desaparegut al seu temps (segle ix). No obstant segurament es va reconstituir. Fou un estat coixí entre Shirvan i els veïns del nord que a vegades passaven el pas de Derbent (les portes de la Càspia). Al-Masudi el qualifica de passeig (muawwal = bulevard) de Shirvan. Probablement fou absorbit per Shirvan al segle VII o VIII.